# نظرية الخروج من آسيا
نظرية الخروج من آسيا (بالإنجليزية: Out of Asia theory)‏ هي نظرية علمية تؤكد أن البشر المعاصرين نشأوا لأول مرة في آسيا، فضَّل معظم علماء الإنسان حتى منتصف القرن العشرين آسيا على إفريقيا باعتبارها القارة التي تطور فيها القردة العليا، ولكن نظرية «الخروج من أفريقيا» تدعمها حاليًا المزيد من البيانات.

## التاريخ
نظرًا لظهور الفكر التطوري في أواخر القرن التاسع عشر اكتسبت نظرية الخروج من آسيا العديد من المؤيدين الجدد حيثُ اعتقد الكثيرون منهم أنه سيتم العثور على الحلقة المفقودة في آسيا، اعتقد علماء مثل إرنست هيكل وأوجان دوبوا وهنري فارفيلد أوزبورن وروي تشابمان أندروز أن آسيا هي المكان الذي وقعت فيه الأحداث الكبرى للتطور.
يعتقد إرنست هيجل -عالم الأحياء التطوري الألماني- أن هندستان (جنوب آسيا) كانت الموقع الفعلي حيث تطورت البشرية الأولى، كما ناقش هيجل بأن البشر مرتبطون ارتباطًا وثيقًا برئيسات جنوب شرق آسيا ورفضوا فرضية داروين عن أفريقيا.
ادَّعى هيكل في وقت لاحق أن الرابط المفقود كان يمكن العثور عليه في قارة ليموريا المفقودة الواقعة في المحيط الهندي، حيث كان يعتقد أن ليموريا كانت موطنًا لأول البشر وأن آسيا كانت موطنًا للعديد من الرئيسيات الأولى، وبالتالي كانت آسيا مهدًا لتطور البشر، كما زعم هيكل أن ليموريا كانت تربط آسيا وأفريقيا مما سمح لهجرة البشر إلى بقية العالم.
اكتشف أوجان دوبوا -عالم هولندي في مستحاثات البشر ومؤيد لنظرية آسيا- البقايا الهيكلية لأول ممثل للإنسان المنتصب تم العثور عليه في جاوا في عام 1891 على ضفاف نهر سولو في جاوة الشرقية في إندونيسيا، أصبح الاكتشاف في وقت لاحق يعرف باسم إنسان جاوة.

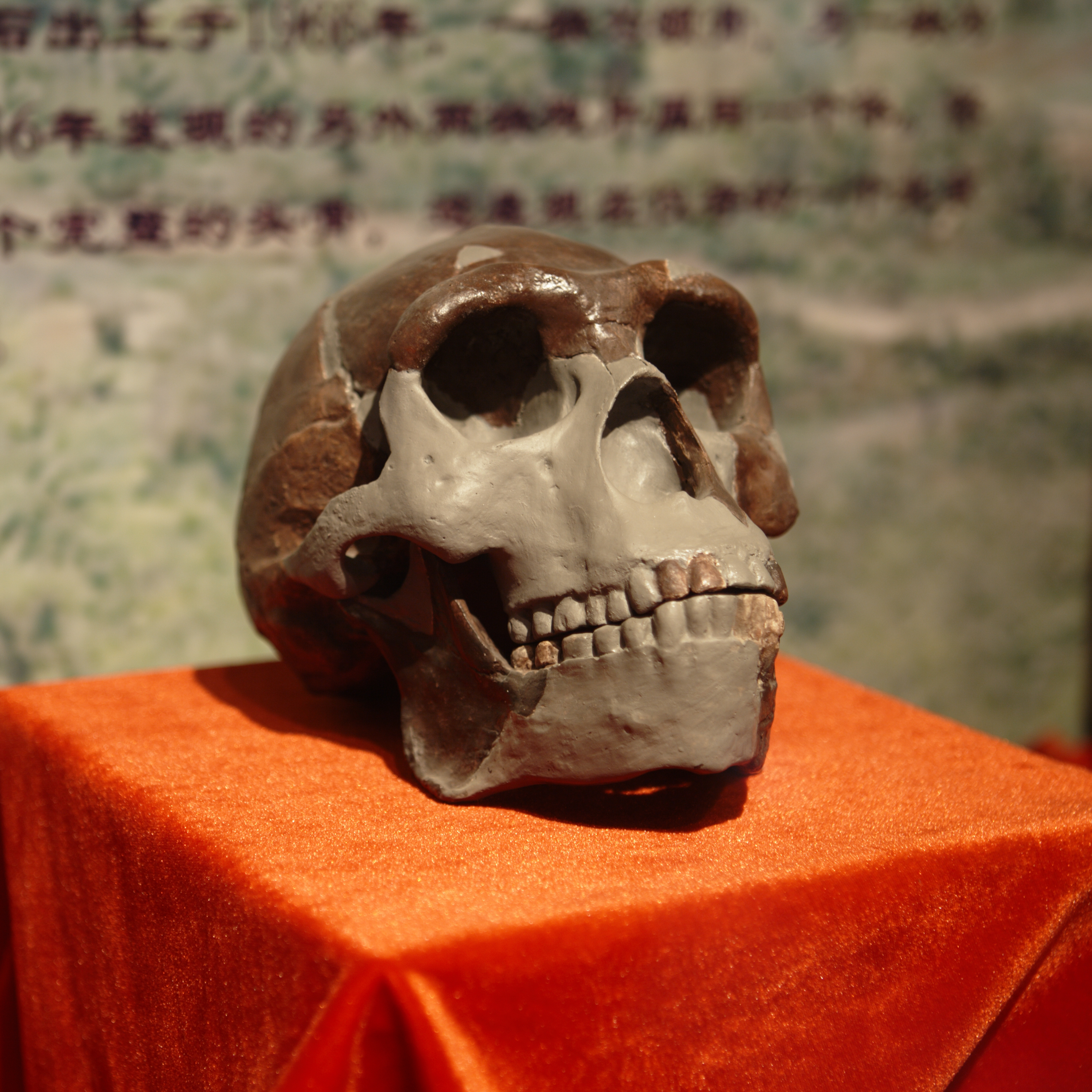
نسخة من جمجمة الإنسان المنتصب ("إنسان بكين") من الصين.

في وقت لاحق أقنع اكتشاف إنسان بكين علماء الأنثروبولوجيا حتى الثلاثينيات بأن آسيا كانت على الأرجح مهد الجنس البشري، كتب ويليام بويد دوكينز أن المنطقة الاستوائية في آسيا كانت «المكان المحتمل للجنس البشري»، كما كتب عالم الأنثروبولوجيا البريطاني ألفريد كورت هادون «هناك سبب للاعتقاد بأن الجنس البشري لم ينشأ في إفريقيا لكن جميع الأعراق الرئيسية في تلك القارة وصلت إليها من جنوب آسيا».
بصرف النظر عن يوجين دوبوا فإن عددًا قليلاً جدًا من واضعي نظريات الأصل البشري الأوائل زاروا آسيا بالفعل لمعرفة ما إذا كانت أفكارهم صحيحة، لقد تغير هذا في العشرينات من القرن الماضي، حيث نُفذت حملة استكشافية جيدة التمويل في آسيا تُطلق عليها البعثات الآسيوية الوسطى، قامت البعثة -بقيادة روي تشابمان أندروز- بزيارة أجزاء من آسيا الوسطى بما في ذلك الصين ومنغوليا للبحث عن أصول البشرية.
علماء الحفريات الذين يعتقدون أن البشر نشأوا في آسيا اشتملوا أيضًا على يوحنا جونار أندرسون وأوتو زدانسكي ووالتر دبليو جرانجر، كان هؤلاء العلماء الثلاثة معروفين بزيارتهم للصين وعملهم واكتشافاتهم من خلال التنقيب عن المواقع في تشوكوديان التي أسفرت عن رفات ما يسمى رجل بكين (Homo erectus pekinensis)، تم إجراء المزيد من التمويل لعمليات التنقيب من قبل ديفيدسون بلاك وهو أحد المؤيدين الرئيسيين لنظرية آسيا، بسبب الاكتشافات في تشوكوديان مثل الإنسان المنتصب انتقل التركيز على الأبحاث القديمة للأنثروبولوجيا إلى آسيا بالكامل حتى عام 1930.
قاد المستكشف روي تشابمان أندروز إلى جانب هنري فيرفيلد أوزبورن عدة بعثات إلى شمال الصين ومنغوليا في الفترة من 1922 إلى 1928 والمعروفة باسم «البعثات الآسيوية الوسطى» التي بدأت في محاولة للعثور على البقايا البشرية المبكرة في آسيا، ومع ذلك وجد أندروز وفريقه العديد من الاكتشافات الأخرى مثل عظام الديناصورات والثدييات الأحفورية وأبرزها أعشاش الديناصورات المعروفة المليئة بالبيض، يمكن العثور على أساس هذه الحملات لأندروز في كتابه «الفتح الجديد لآسيا الوسطى».
في كتاب أندروز عام 1926 «على درب الرجل القديم» أشار هنري فيرفيلد أوزبورن في المقدمة إلى أن مسقط رأس البشر المعاصرين سيوجد في آسيا وأنه توقعها قبل عقود حتى قبل تنفيذ الحملات الآسيوية، كما كان من بين المؤيدين الرئيسيين لنظرية آسيا في هذا العصر ويليام ديلر ماثيو الذي شارك أيضًا في الحملات الآسيوية الوسطى، كان ماثيو معروفًا بمقاله المؤثر بعمق عام 1915 «المناخ والتطور»، نظرية ماثيو كانت أن التغير المناخي هو كيف بدأت الكائنات الحية في العيش حيث نجدها اليوم في معارضة لنظرية الانجراف القاري، كان فرضيته الأساسية هي أن التغيرات الدورية في المناخ العالمي إلى جانب الميل السائد لتفشي الثدييات من الشمال إلى الجنوب تمثل الأنماط الجغرافية الغريبة للثدييات الحية، وهو يعتقد أن البشر والعديد من المجموعات الأخرى من الثدييات الحديثة تطورت لأول مرة في المناطق الشمالية في جميع أنحاء العالم وخاصة وسط آسيا بسبب الظروف المناخية المتغيرة، وضع ماثيو بحزم الأصول البشرية في وسط آسيا حيث ادعى أن هضبة التبت العالية كانت السبب وراء تطور الثدييات.
ومن بين المدافعين عن نظرية «خارج آسيا» هنري فيرفيلد أوسبورن وديفيدسون بلاك وويليام كينج غريغوري، اشتهر هنري فارفيلد أوزبورن بنظريته «الإنسان الفجري» عن الأصول البشرية والتي كتبها في التبت ومنغوليا، كان أوزبورن يعتقد اعتقادًا راسخًا أن آسيا كانت مهد البشرية، كتب ديفيدسون بلاك ورقة في عام 1925 بعنوان «آسيا وتشتت الرئيسيات» توضح أن أصول الإنسان كانت موجودة في التبت والهند البريطانية ويونغ لينغ وحوض تاريم في الصين، كما جادل في آخر ورقة له نشرت في عام 1934 قبل وفاته لأسباب إنسانية في سياق شرق آسيا، كتب ويليام كينج غريغوري أيضًا أن تكلامكان هي المكان الأكثر ترجيحًا للأصول البشرية.
واصل غوستاف هاينريش رالف فون كوينجزوالد -الذي وجد أول سنة جيغانتوبيثيكوس في هونغ كونغ في عام 1935- دعم نظرية الخروج من آسيا.

## فقدان الأهمية
بدأت نظرية الخروج من آسيا في وقت لاحق في التراجع، أحد الأسباب هو أن فرانز ويدنريتش قام بدمج فرضية آسيا في الأصل متعدد الأقاليم للبشر الحديث مما أدى إلى توسيع مناطق أخرى كثيرة في نظريته من العالم القديم مع انسياب الموروثات بين مختلف المجموعات السكانية التي أثرت على العديد من السكان علماء الأنثروبولوجيا في ذلك الوقت.
كان آخر دعم لنظرية الخروج من آسيا هو اكتشافات الحفريات مثل درايوبسيكس و رامابيسيكس في أوراسيا حتى أوائل الثمانينيات، كان جيا لانبو واحدًا من آخر الدعاة لنظرية الخروج من آسيا الذين جادلوا بأن مهد الإنسانية كان في جنوب غرب الصين، حتى وفاته في عام 2001، ادَّعت الباحثة سيغريد شمالزر في كتابها «رجل الشعب في بكين» أنّ دعاة العصر الحديث الوحيد لنظرية خارج آسيا لديهم معتقدات راسخة الجذور في القومية الصينية.

## إحياء مؤخرًا
لا تزال هناك مطالبات لصالح «الخروج من آسيا» من أبحاث الوراثة الجزيئية الحديثة، ومع ذلك فإن الأدلة المقدمة لدعم هذه الادعاءات لم تتم مراجعتها أو نشرها بعد، وبشكل عام فإن أي ادعاء حديث بصحة علمية لفرضية «الخروج من آسيا» يجب أن يكون مدعومًا جيدًا بالأدلة المتاحة وسيتعين عليه حساب الكثير من الأدلة الموجودة على عكس ذلك.